# 大善寺 (久留米市)
大善寺（だいぜんじ）は福岡県久留米市にある地名である。旧三潴郡大善寺町→筑邦町。

## 概要
- 久留米市南西部に位置する。地区の東部にある大善寺駅を中心に住宅街を展開する。
- 西部は田園地帯であり、佐賀県みやき町と接する。みやき町へは天建寺橋を渡る以外に直接行く方法はない。

## 交通
- 鉄道駅
  - 大善寺駅 - 西鉄天神大牟田線

## 施設
- 大善寺玉垂宮 -  毎年1月7日に日本三大火祭りのひとつ鬼夜（国の重要無形民俗文化財）が行われる。
- 南部浄化センター
- 大善寺自動車学校
- 大善寺郵便局